# Rogério Clementino
Rogério da Silva Clementino es un jinete brasileño que compitió en la modalidad de doma. Ganó una medalla de bronce en los Juegos Panamericanos de 2007, en la prueba por equipos.

## Palmarés internacional
| Juegos Panamericanos | Juegos Panamericanos    | Juegos Panamericanos | Juegos Panamericanos |
| Año                  | Lugar                   | Medalla              | Categoría            |
| -------------------- | ----------------------- | -------------------- | -------------------- |
| 2007                 | Río de Janeiro (Brasil) | Medalla de bronce    | Por equipos          |